# Francisco Lacoma y Fontanet

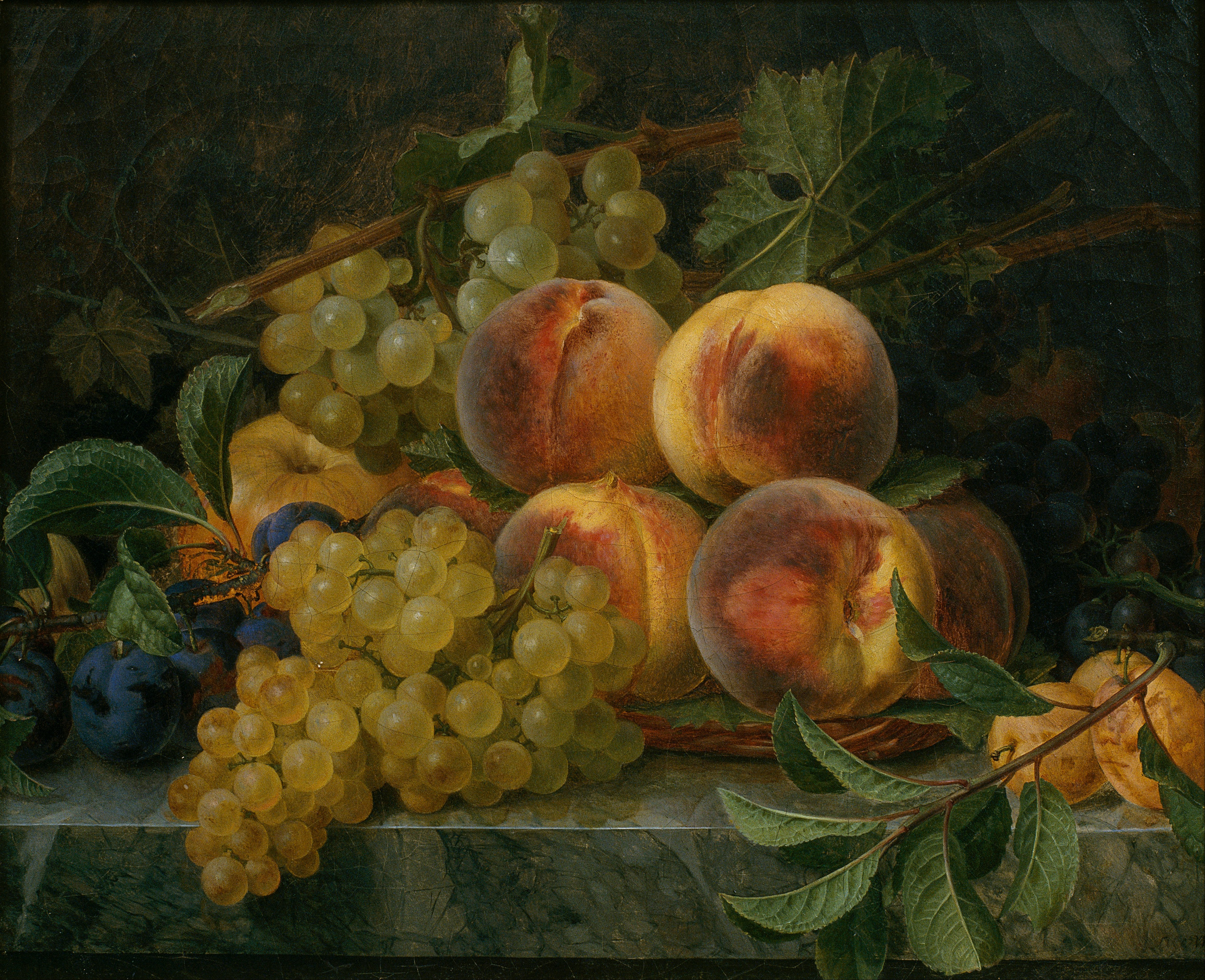
Bodegón, 1814, óleo sobre lienzo, 38,5 x 46,5 cm, Barcelona, MNAC.

Francisco Lacoma y Fontanet (Barcelona, 1784-Passy, 1849), pintor español. 

## Biografía
Estudió en Barcelona en la Escuela de Dibujo de la Lonja sostenida por la Junta de Comercio, destacando en la pintura de flores bajo la guía de Salvador Molet. En 1804 fue pensionado por la Junta para proseguir sus estudios en París, donde le sorprendió el estallido de la Guerra de la Independencia. La situación política no le impidió presentar algunas de sus obras en los salones parisinos y conocer a Spaendonck, David y Gros, quienes influirán en su estilo. Tras la guerra intervino en las gestiones diplomáticas encaminadas a obtener la devolución de las obras de arte sacadas de España por las tropas francesas, lo que en 1819 le valió el ingreso en la Real Academia de Bellas Artes de San Fernando. Integrado en la vida parisina, allí falleció en 1848. 
Especializado en bodegones y floreros, su estilo es academicista sin dejar de recordar composiciones flamencas y holandesas del siglo XVII. Pintó también retratos de la aristocracia, como los retratos de los marqueses de las Marismas del Guadalquivir conservados en el Museo del Romanticismo, y de algunos miembros de la familia real española, entre ellos el de María Josefa Amalia de Sajonia, esposa de Fernando VII, conservado en el Museo del Prado, y composiciones historiadas.